# كاموف كا-15
كامفوف كا-15يطلق عليها الناتو اسم الدجاجة هي طائرة هليكوبتر سوفيتية ذو مقعدين مع دوارات محورية وطارت أول مرة في 14 ابريل 1952 كتجربة ودخلت الخدمة عام 1955, وان المروحية دخلت الإنتاج في السنة التالية في مصنع الطائرات رقم 99 .
وكان مقدمة كا-18 مزودة بمحرك ميل مي-14 وتستخدم لعمل دوريات والأغراض الزراعية ومراقبة صيد الاسماك.

## النسخ
- كا-15:

تملك مقعدين وطائرة هلي كوبتر خفيفة وتابعة ل القوة البحرية السوفيتية.
- كا-15م:

طائرة مروحية خفيفة ذو مقعدين متعددة الاغراض النسخة المدنية من كا-15.
- كا-18:

طائرة مروحية خفيفة ذو أربع مقاعد متعددة الاغراض.

## المشغلون
الاتحاد السوفيتي:
- إيروفلوت[3]
- القوات الجوية السوفيتية[4]

## المواصفات (كا-15م)=
جميع المصادر من هنا..

### الخصائص العامة
- الطاقم:1 (طيار)
- السعة: تسع لواحد من ركاب و 450 كيلو غرامآ
- الطول:6.26 متر
- قطر الدوار:9.96 متر
- الارتفاع:3.35 متر
- مساحة القرص:155.3 متر مربع
- الوزن الفارغ:990كجم
- الوزن المملوء:1,410 كجم
- المحرك:190 كيلوواط

### الأداء
- السرعة القصوى:150كم/بالساعة
- كروز السرعة:125كم/بالساعة
- المدى:390كم

## انظر ايضآ
- كاموف كا-10
- كاموف كا-226
- كاموف كا-26
- كاموف كا-37